# The Modern Jazz Quartet (album 1957)
| Recensione | Giudizio |
| ---------- | -------- |
| AllMusic   | [ 2 ]    |

The Modern Jazz Quartet è un album discografico a nome The Modern Jazz Quartet, pubblicato dalla casa discografica Atlantic Records nel luglio del 1957.

## Tracce

### LP
Lato A
1. Medley – 10:12
2. Between the Devil and the Deep Blue Sea – 6:51 (Harold Arlen, Ted Koehler)
3. La Ronde: Drums (Featuring Connie Kay) – 2:08 (John Lewis)

Lato B
1. Night in Tunisia – 6:08 (Dizzy Gillespie, Frank Paparelli)
2. Yesterdays – 5:08 (Otto Harbach, Jerome Kern)
3. Bags' Groove – 5:41 (Milt Jackson)
4. Baden-Baden – 4:03 (Milt Jackson)

## Formazione
- Milt Jackson – vibrafono
- John Lewis – piano
- Percy Heath – contrabbasso
- Connie Kay – batteria

Note aggiuntive
- Nesuhi Ertegun – produttore, supervisione
- Tom Dowd – ingegnere delle registrazioni
- Fabian Bachrach – foto copertina album originale
- Nat Hentoff – note retrocopertina album originale [3]